# Osborne-effect
Er is sprake van een Osborne-effect als mededelingen van een bedrijf omtrent toekomstige producten ertoe leiden dat consumenten hun aankopen van het huidige productaanbod uitstellen. De oorsprong van deze uitdrukking komt van de vermeende marketingmisser die door Osborne Computer Corporation in de jaren 80 gemaakt werd toen het de opvolger van de Osborne 1 aankondigde. Dit leidde tot een scherpe daling in verkopen, met als gevolg een inkomstenstrop die het bedrijf niet meer te boven kwam.

## De Osborne-mythe
In 1983 deed de uitvinder Adam Osborne de vooraankondiging van een nieuwe generatie toekomstige computermodellen (genaamd de "Executive" en "Vixen"). In deze vooraankondiging werd vooral de nadruk gelegd op het feit dat ze in elk opzicht beter zouden presteren dan het huidige model. Volgens de mythe zouden de verkopen na deze aankondiging direct vrijwel volledig in elkaar gezakt zijn omdat klanten verkozen te wachten op deze twee nieuwe verbeterde systemen; hierdoor stortte de cashflow in en ging het bedrijf enkele maanden later failliet.
Vooraankondigingen van producten die tot het Osborne-effect leiden zijn een voorbeeld van een zelfontkrachtende voorspelling (het tegenovergestelde van een zelfbevestigende voorspelling), omdat de vooraankondiging van het nieuwe product uiteindelijk verantwoordelijk is voor het vroegtijdig mislukken van de productintroductie.
Na nieuwe aandacht voor het effect in 2005 (zie volgende paragraaf), interviewde de columnist Robert Cringely de voormalig Osborne-werknemer Mike McCarthy en verhelderde enkele aspecten achter het "Osborne-effect". Blijkbaar had het nieuwe Executive model een prijskaartje van $2.195 en was het met een 17,9 cm (7") scherm uitgerust, terwijl Kaypro, een concurrerende speler, een computer met een 22,9 cm (9") scherm op de markt bracht voor $400 minder. Ook voor de vooraankondiging bleek de Kaypro-computer al tot lagere verkoopcijfers van de Osborne 1 te leiden, (een computer met een 12,7 cm (5") scherm voor $1.995, ofwel 200 dollar duurder dan de Kaypro). De voorraad bestaande Osborne 1 werd opgeruimd en consumenten stapten massaal over op de Kaypro.
Op 17 juni 2005 schreef Daniel Eran van Roughly Drafted dat in 1983 Osborne Computer "meer problemen had dan alleen een vooraankondiging van een toekomstig product". Eran merkte verder op dat Osborne Computer "een kleine, drie jaar oude onderneming was met een vluchtige klantentrouw, en hoog verloop onder zijn ontwikkelaars, gecombineerd met een sterke concurrentie en tegelijkertijd worstelend met kwaliteitsproblemen van hun huidige product". Concurrenten van het bedrijf waren onder andere het superieure product van Kaypro; de Apple II, die naast zijn eigen software ook de software aankon van Digital Researchs CP/M-systeem dat ook door Osborne gebruikt werd; IBM's opkomende standaard PC; en Compaqs Osborne-achtige draagbare PC-compatible.
Het artikel op Rougly Drafted gaf verder het voorbeeld van Apple waarbij het "vaak aangehaalde Osborne-effect" geen significante invloed op het besluit van Apple had om op een Intel-platform over te stappen, omdat de omstandigheden van Apple zo verschillend waren met die van Osborne. De afwezigheid van het Osborne-effect bij Apple werd verder geïllustreerd aan de hand van de verkoopcijfers van Apple-computers die herhaaldelijk geen discontinuïteit lieten zien, hoewel er wel aankondigingen plaatsvonden die de huidige productportfolio achterhaald maakten: de Apple IIGS, die nog zeven jaar verkocht werd nadat de introductie van de Apple Macintosh haar achterhaalde; de Quadra 630 en vergelijkbare op de 040-architectuur gebaseerde Macs die nog lang verkocht werden nadat de PowerPC-architectuur aangekondigd werd, het feit dat de vraag naar PowerMac G4's nog lang in stand bleef ondanks de introductie van de PowerMac G5 en - volgens het artikel - zelfs Apple ertoe bewoog om de oudere G4 weer te herintroduceren (in werkelijkheid was Apple nooit opgehouden G4's te verkopen), en ten slotte de vraag naar Mac OS 9 die ook na de introductie van Mac OS X aanwezig bleef.
Op 20 juni 2005 citeerde The Register Osbornes eigen memoires en interviewde ze voormalig Osborne-reparatiemedewerker Charles Eicher omtrent de slechte bedrijfsvoering die de werkelijke oorzaak van Osborne Computers ondergang zou zijn geweest Blijkbaar waren de verkopen, hoewel deze inzakten na de eerste vooraankondiging, later weer in een stijgende lijn terechtgekomen, waardoor er opnieuw financiële middelen het bedrijf in kwamen. Rond die tijd ontdekte een van de hogere managers van het bedrijf een aantal complete moederborden van de oudere Osborne modellen (ter waarde van $150.000), zonder dat de andere onderdelen om er complete computers van te maken aanwezig waren. Enige tijd en een paar verkeerde beslissingen later, was er $2 miljoen - veel meer dan iedereen vooraf gedacht had - uitgegeven aan beeldbuizen, geheugen, diskettestations en systeemkasten. Pas op dat moment bezweek de onderneming aan haar ontstane schulden.
Het lijkt daarom dat hoewel er met name in de computerindustrie veel gerefereerd werd aan de vooraankondigingsmythe, dat hiervan in het geval van Osborne geen sprake van is. In die zin kan zelfs in zekere zin van een broodjeaapverhaal gesproken worden.

## Voorkomen
De meeste technologiebedrijven bewaken tegenwoordig de hoeveelheid informatie omtrent nieuwe producten en de aard van deze informatie. In het algemeen kan gesteld worden dat hoe sterker de marktpositie van een onderneming is, hoe minder informatie omtrent nieuwe plannen en prijzen naar buiten komt.

## Andere voorbeelden
- In 1978 kondigde North Star Computers een nieuwe versie van hun floppydiskcontroller aan die een verdubbeling van de opslagcapaciteit betekende, maar desondanks voor dezelfde prijs als het huidige product verkocht zou worden. Verkopen stortten in en het bedrijf ging bijna failliet.